# Bursai nagymecset
A bursai nagymecset vagy Ulu dzsámi (törökül: Ulucami, Ulu Cami vagy Ulu Camii) mecset Törökországban, Bursa városában. A szeldzsuk stílusban épült mecsetet I. Bajazid oszmán szultán építtette 1396 és 1399 között, az épületnek 20 kupolája és 2 minaretje van. A mecset Bursa óvárosában áll.

## Az épület
Az Ulu dzsámi Bursa legnagyobb mecsetje, egyben jellegzetes példája a korai oszmán építészetnek, amely a szeldzsuk építészet számos elemét használta. A mecset építését I. Bajazid szultán rendelte el, tervezője és építője Ali Neccar. A négyszögletes alaprajzú épületnek húsz kupolája van négy sorban elrendezve, és tizenkét oszlop támasztja alá őket. A húsz kupolás mecsetet a szultán a feltételezések szerint ahelyett a húsz mecset helyett építette, amelynek megépítésére ígéretet tett arra az esetre, ha győz a nikápolyi csatában (1396).
A mecsetnek két minaretje van. Odabenn egy kút (şadırvan) áll, ahol a hívek elvégezhetik a rituális mosdást ima előtt. A kút fölötti kupola tetőablakán beáradó fény fontos szerepet játszik az épület világításában. A tágas, félhomályos belső teret úgy tervezték, hogy békésnek és elmélkedést ösztönzőnek hasson; a több kupola és oszlop úgy osztja fel a teret, hogy bensőséges hatást kelt.

## Kalligrafikus feliratok
A mecsetben 192 óriási felirat látható a falon, az oszlopokon és különféle méretű táblákon; ezek a kor híres oszmán kalligráfusainak a művei, és a muszlim kalligráfia legszebb példái közé tartoznak.

## Képgaléria

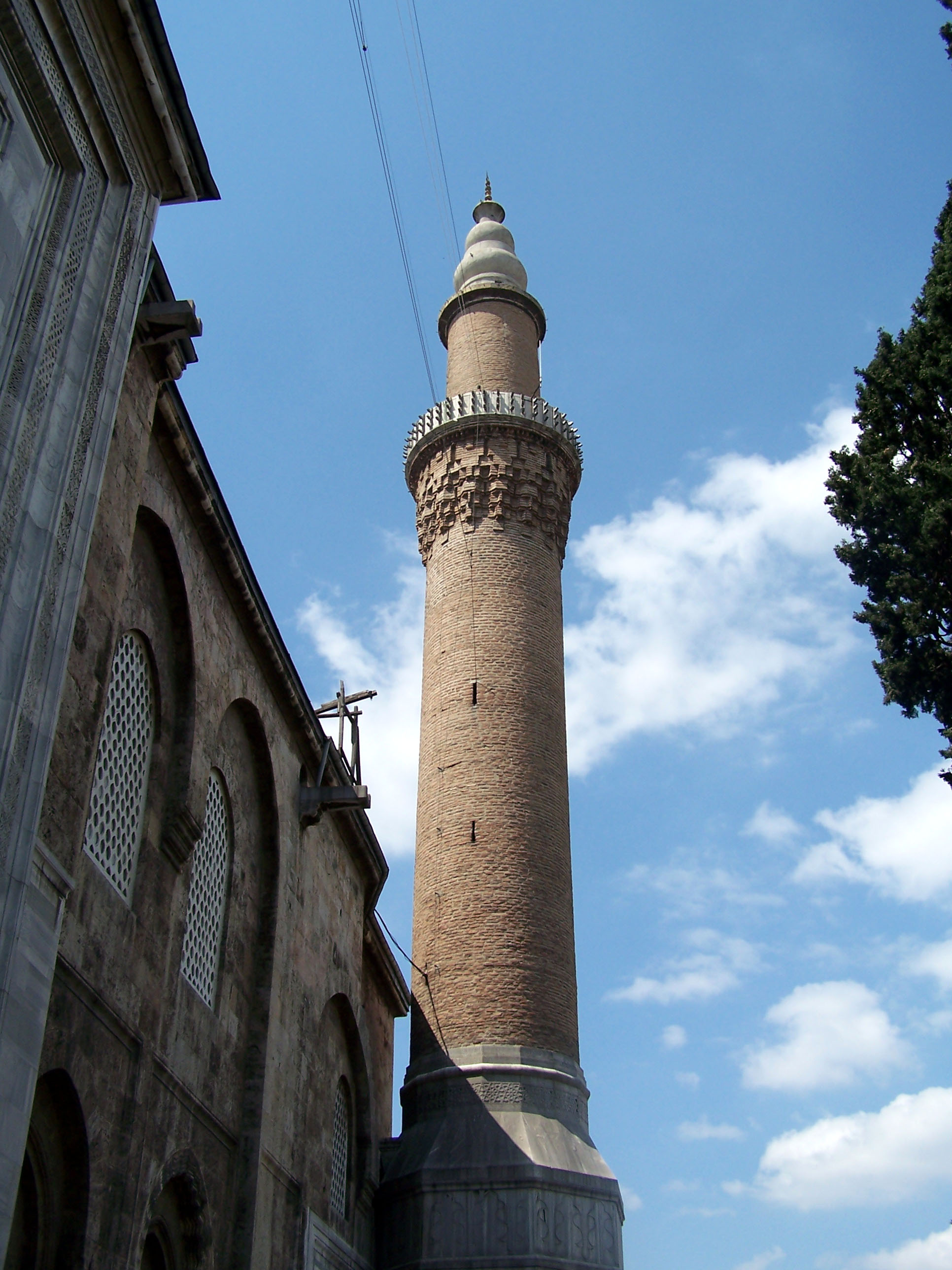
Minaret
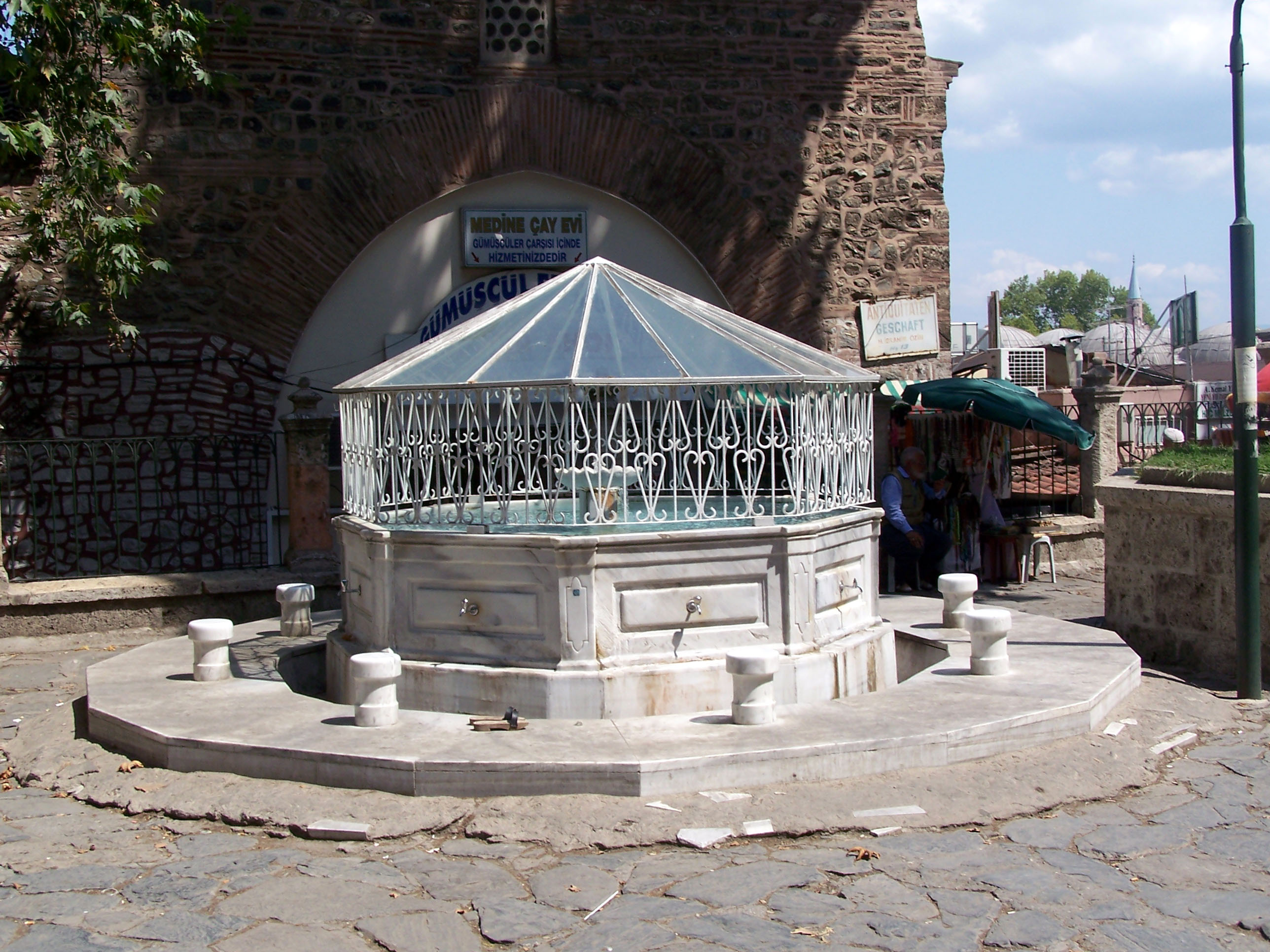
Kút mosdáshoz az udvarban
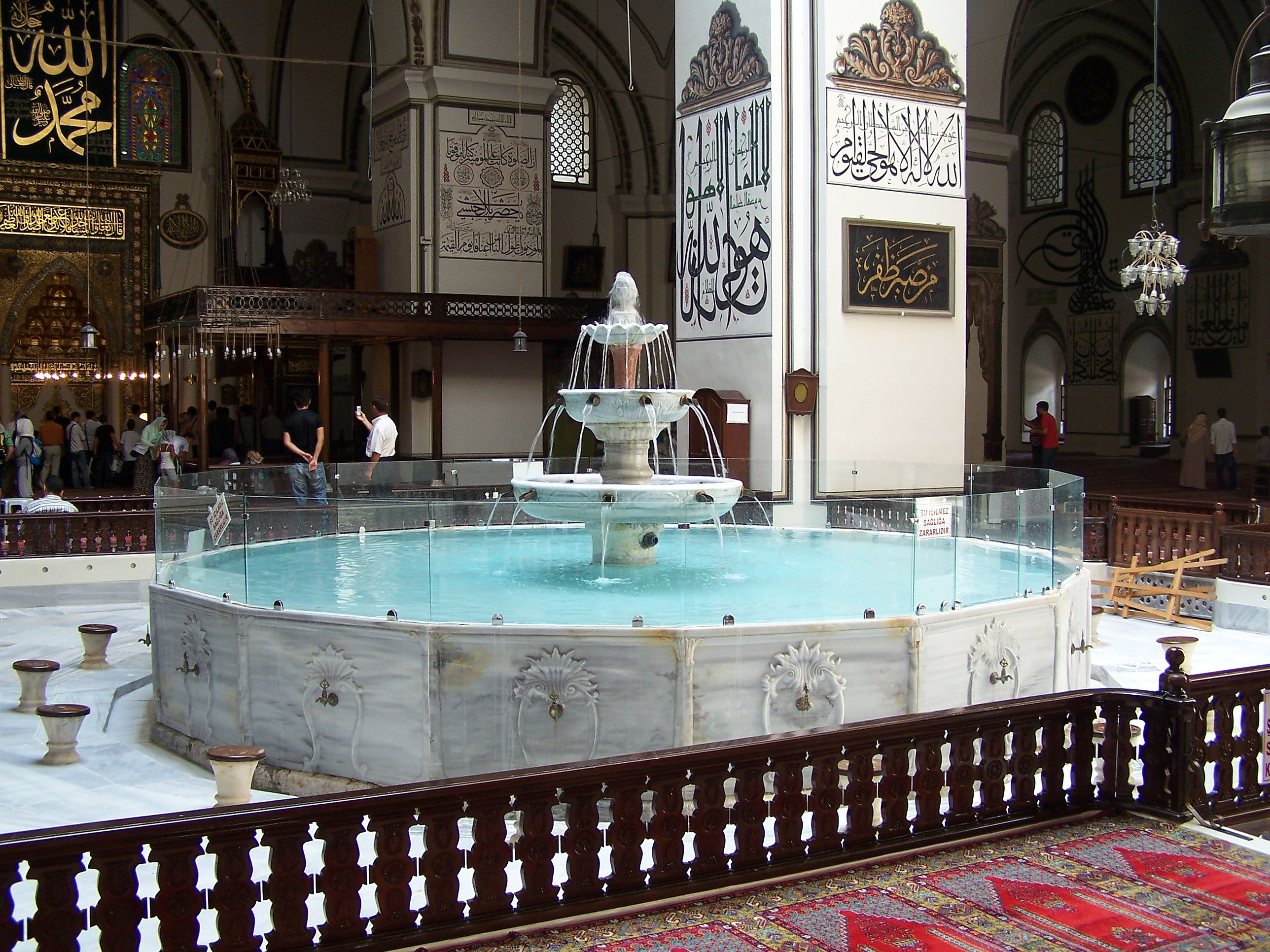
Belső şadırvan (mosdáshoz)
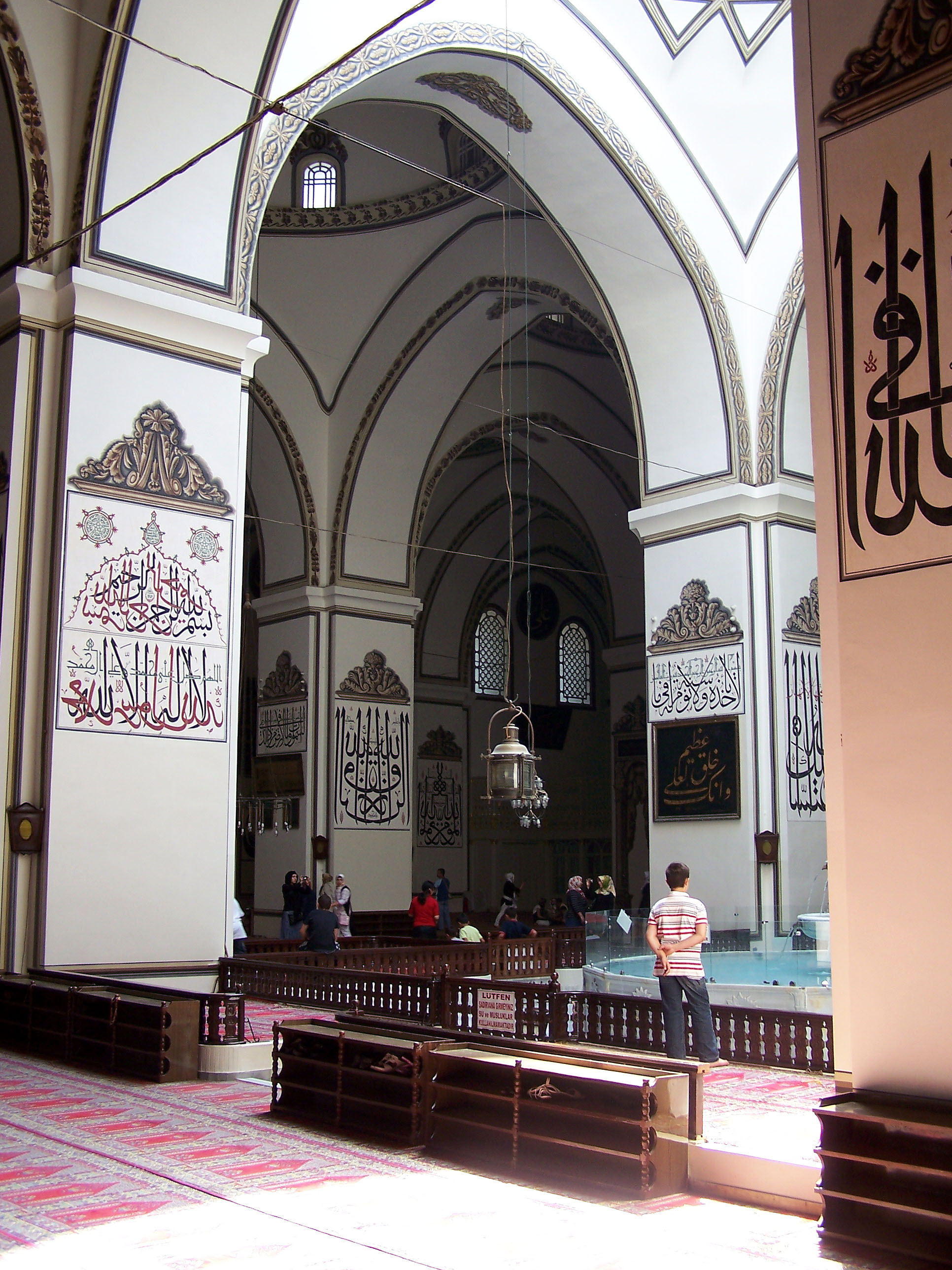
A mecset belső tere
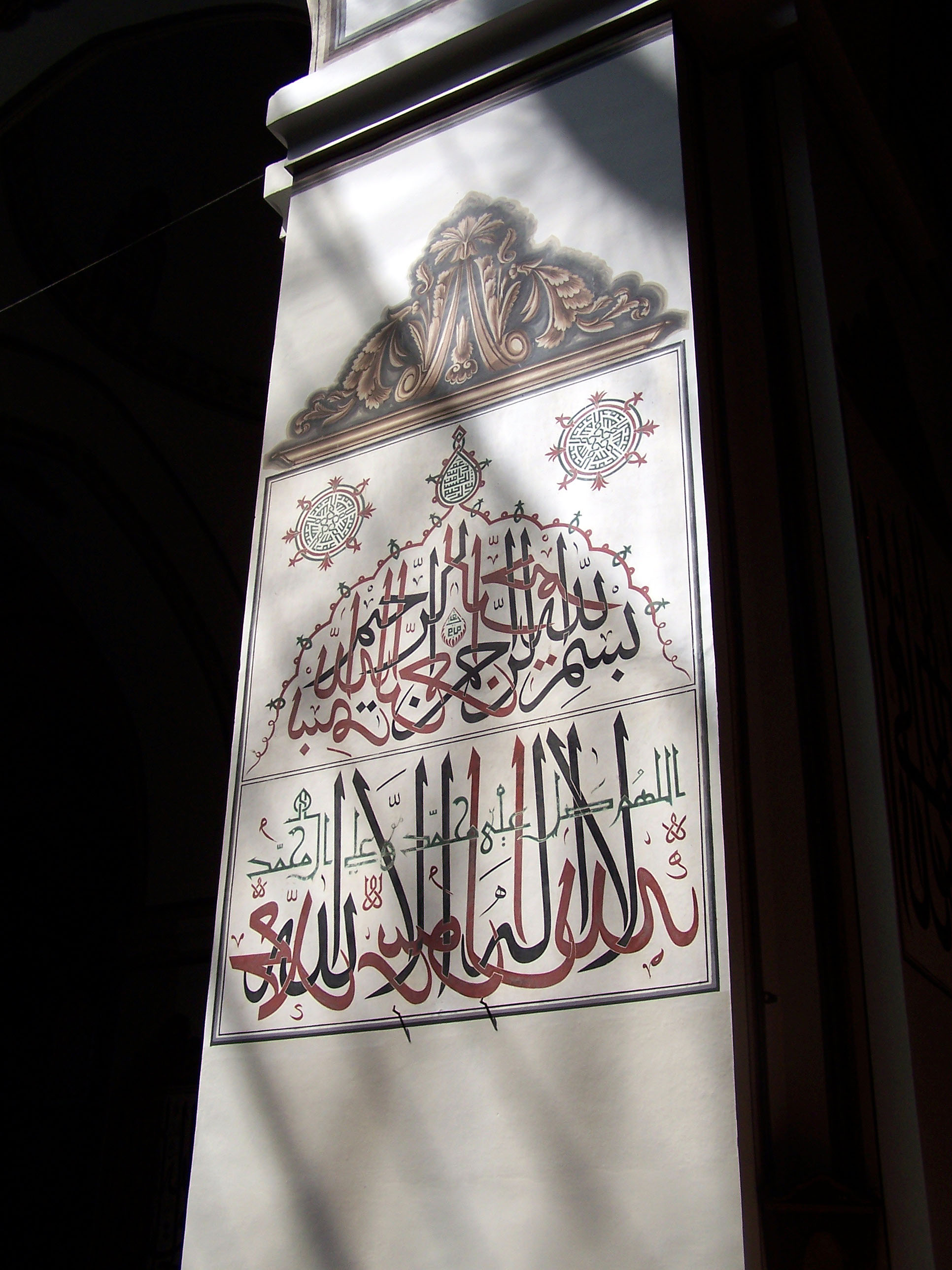
Kalligráfia a falakon
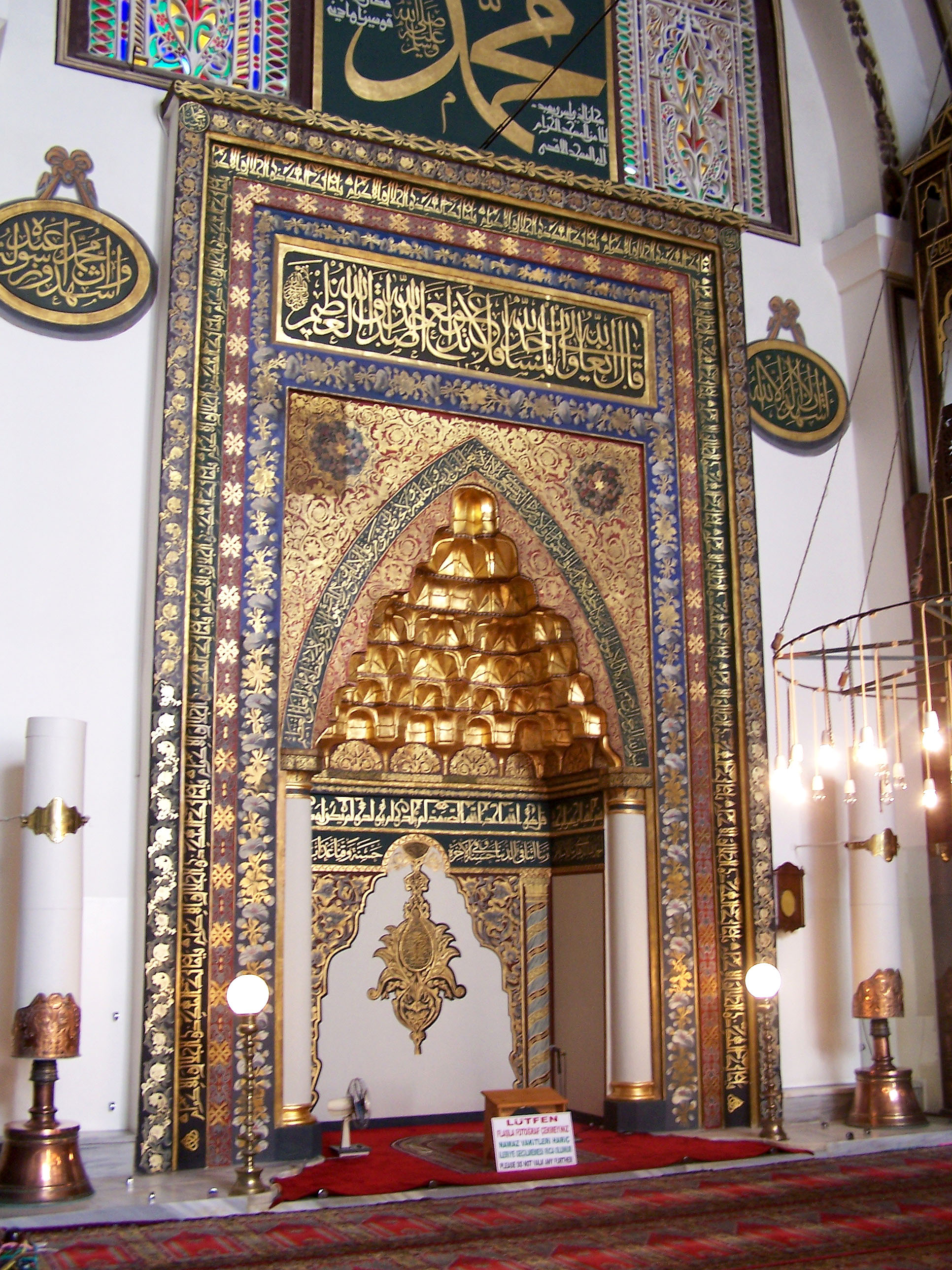
A mihráb

## Fordítás
- Ez a szócikk részben vagy egészben  a   Grand Mosque of Bursa című angol Wikipédia-szócikk ezen változatának fordításán alapul.  Az eredeti cikk szerkesztőit annak laptörténete sorolja fel. Ez a jelzés csupán a megfogalmazás eredetét és a szerzői jogokat jelzi, nem szolgál a cikkben szereplő információk forrásmegjelöléseként.

## Kapcsolódó szócikk
- Oszmán építészet